# Throw your hatred down
Throw your hatred down is een lied dat werd geschreven door Neil Young. Hij bracht het in 1995 uit op een cd-single. Daarnaast bracht hij het dat jaar uit op zijn dubbelelpee en cd Mirror ball. Dit werk nam hij op met de Amerikaanse rockband Pearl Jam die in de jaren negentig zijn hoogtepunt kende.

## Inhoud
Het is een protestlied waarin Young politici en de oorlogsindustrie bekritiseert. Hij maant ze hun haat te laten vallen (throw your hatred down).
Het rocklied kent een melodie die Young ook voor I'm the ocean gebruikte, terwijl hij daarbij alleen de liedtekst en het arrangement wijzigde. Dat tweede nummer komt ook voor op het album Mirror ball. Het doorborduren op eenzelfde melodie deed hij een jaar eerder ook al met de drie nummers Western hero, Train of love en enigszins met My heart. Deze kwamen alle drie op het album Sleeps with angels voor.